# Dékoa
Dékoa ou Dikoa est une ville de République centrafricaine située dans la préfecture de Kémo dont elle constitue l'une des deux sous-préfectures.

## Géographie
La ville est située à 49 km au nord du chef-lieu de la préfecture Sibut, sur la route nationale RN8, axe Sibut - Kaga-Bandoro.
|              | Ndenga |      |
| Fafa-Boungou | Dékoa  | Tilo |
|              | Guiffa |      |

## Histoire
- Le 31 juillet 1912, elle devient chef-lieu de subdivision dans la circonscription de la Kémo.
- En 1926, la Société des cotons du Congo installe une usine d'égrenage à Dékoa, cette société cotonnière deviendra la Contonfran[2].
- Le 16 octobre 1946, est créé le district de Dékoa.
- Le 23 janvier 1961, Dékoa devient chef-lieu de sous-préfecture de la République centrafricaine[3].

## Quartiers
La ville de Dékoa est constituée de 28 quartiers recensés en 2003 : Arabe, Badangola, Baguela, Banda-Mbres, Bekona Gaza, Bemba, Boanga 1, Boanga 2, Bornou 1, Bornou 2, Dekoa (Poste), Dokendji, Gomonkan, Goutame, Kombele Bokada, Kotombolo 1, Kotombolo 2, Kougba, Lah, Mbola, Mbola 1, Mbola 2, Sebekindi, Sesseresse, Sidi Ndolo, Takendji, Yongue, Zimanzere.

## Société

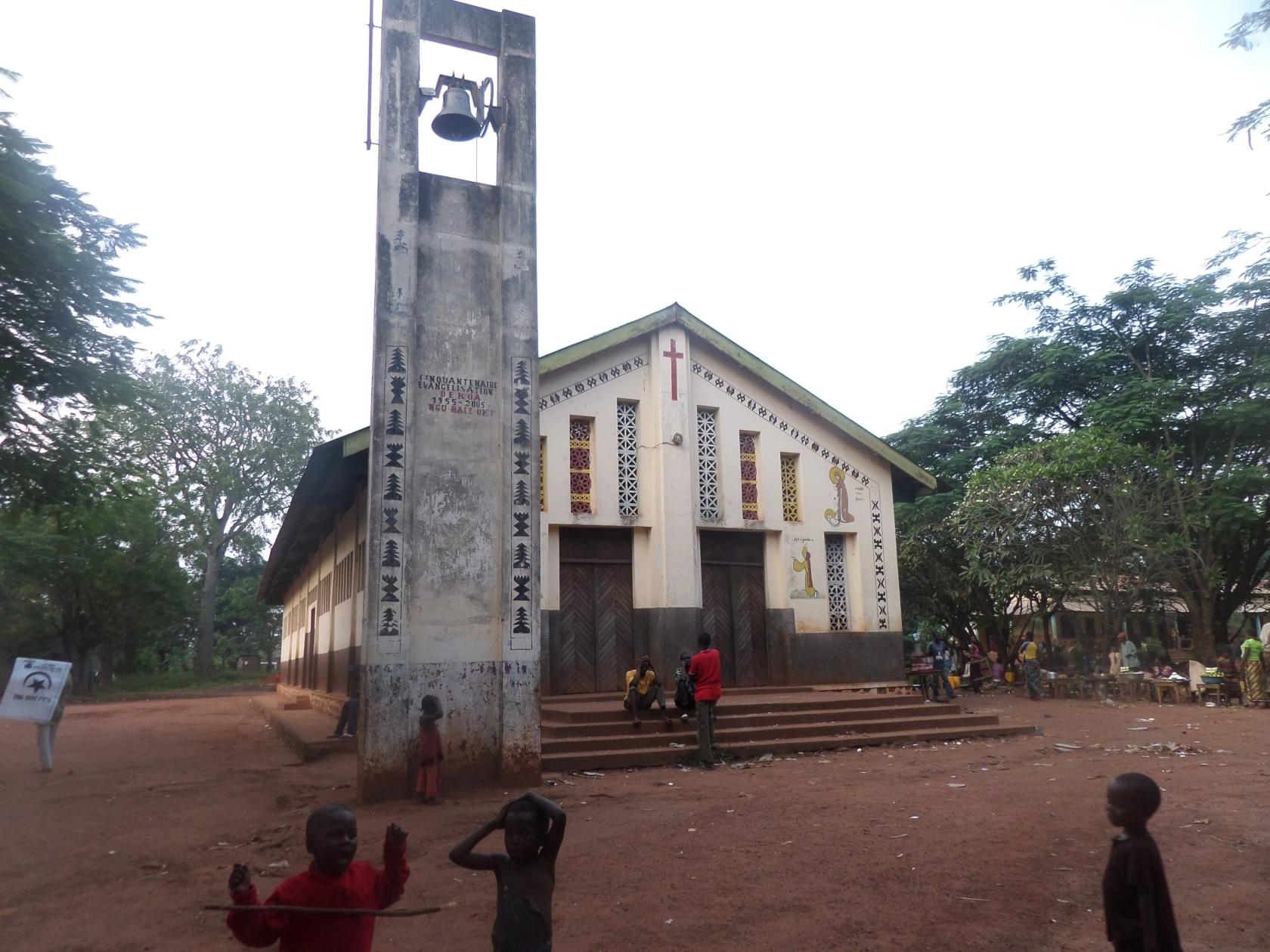
Église catholique Sainte Anne.

La ville est le siège de la paroisse catholique Sainte Anne de Dékoa fondée en 1955, elle dépend du diocèse de Kaga-Bandoro.

## Politique
La Sous-préfecture de Dékoa constitue une circonscription électorale législative depuis 1993.
| Date d'élection | Identité             | Parti       |
| --------------- | -------------------- | ----------- |
| 1993            | Damilly Mackondji-Be | MLPC        |
| 1998            | Jean-Paul Ngoupandé  | PUN         |
| 2005            | Jean-Paul Ngoupandé  | PUN         |
| 2011            | Gina Michelle Sanzé  | indépendant |
| 2016            | Gina Michelle Sanzé  | PATRIE      |